# Hori II (Virrey de Kush)
| G5 | i |

| G5 | i |

Hori II, hijo de Kama (Sumo Sacerdote de Ptah), fue un virrey de Kush durante la decimonovena y quizás vigésima dinastías. Es indudable que Hori estaba en el cargo durante el reinado del faraón Siptah y es posible que siguiese durante los primeros años de Ramsés III. Descendiente de Ramsés II, nació en Per-Bastet, en cuya necrópolis se ha encontrado su tumba.
Títulos
"Hijo del rey en Kush", "Primer auriga de Su Majestad", y "Heraldo del rey de toda la tierra".

## Testimonios de su época
Además de su tumba, hasta nosotros han llegado dos inscripciones que le mencionan, al parecer hechas por su hijo:
- En Buhen, en el dintel de una puerta, fechada en el año 6 de Siptah.[3]
- En Sahel, en la que figura adorando a Bastet junto con su hijo.[4]

Le sucedió en el cargo su hijo Hori III.